# Jules Bastien-Lepage
Jules Bastien-Lepage (Damvillers, 1 de novembro de 1848 — Paris, 10 de dezembro de 1884) foi um pintor naturalista francês.